# Дафнида
Дафнида је у грчкој митологији била нимфа.

## Митологија
Била је Ореада на планини Парнас, односно на Делфима у Фокиди. Она је била Гејина пророчница (а можда и кћерка мада нигде нису наведени њени родитељи) на Делфима, пре него што је Аполон преузео контролу над пророчиштем. Дафнида је била варијанта Дафне, нимфе која се бежећи од Аполонове љубави претворила у ловор. Могуће је и да је била поистовећена са Касталијом, као и да је била једна од корикијских нимфи.